# Michael hadművelet

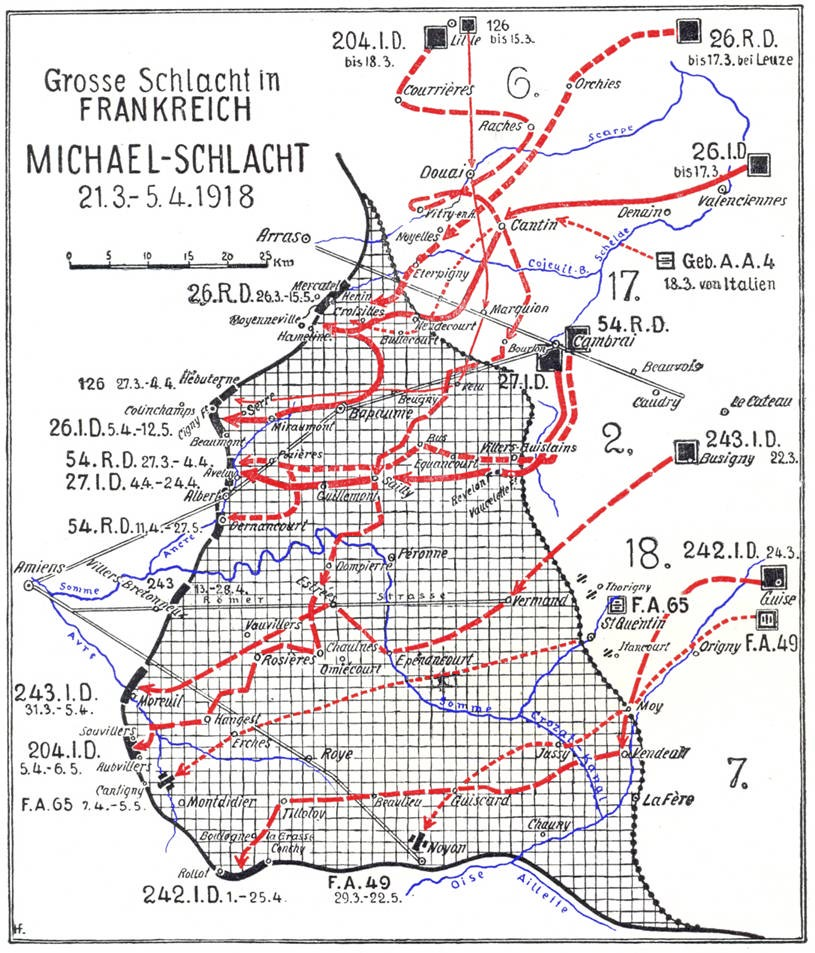
A Michael hadművelet során elfoglalt területek egy német térképen

A Michael hadművelet (németül: Michael-Schlacht, angolul: Operation Michael) az első világháború során, a nyugati fronton 1918 márciusában indított német tavaszi offenzíva vagy Kaiserschlacht első ütközete volt. A támadást a Hindenburg-vonalban összevont német csapatok indították a franciaországi Saint-Quentin város közelében 1918. március 21-én. A támadás célja a szövetségesek vonalainak áttörése, illetve a támadást északnyugati irányban folytatva a La Manche-csatorna partján fekvő kikötők elfoglalása volt, amellyel lényegében elvágták volna az Európában tartózkodó brit erőket az utánpótlástól. Azonban két nappal a támadás megindítása után, a kezdeti sikereket látva a német főparancsnok, Erich Ludendorff tábornok megváltoztatta a terveket és a Somme folyótól északra található teljes brit front ellen frontális támadást indított. Ludendorff ezzel szerette volna szétválasztani a brit és francia csapatokat, megakadályozva, hogy utóbbiak erősítést küldjenek erre a frontszakaszra. Ez azonban jelentős erőket vett el a kezdeti áttörés támogatásától és a Michael hadműveletet végül Villers-Bretonneux környékén megállították a szövetséges csapatok, mielőtt a németek el tudták volna foglalni egyik fő utánpótlási bázisukat, Amiens-t. A támadás kifulladásában szerepet játszottak a német rohamcsapatok által elszenvedett súlyos veszteségek, illetve az előrenyomuló csapatok utánpótlásának nehézségei, illetve a szövetséges tartalékok beérkezése is. Ennek ellenére a németek pár hónap alatt visszafoglalták azokat a terüleket, amelyeket az 1916-os somme-i csata során a britek csak nagy nehézségek és áldozatok révén tudtak elfoglalni.
A hadművelet után a német hadvezetés még négy nagyobb támadást indított a nyugati fronton, de ezeket a szövetségesek, a beérkező amerikai csapatok segítségével, egyenként megállították. A tavaszi offenzíva során a németek jelentős területeket foglaltak el, de az elszenvedett súlyos veszteségeket nem tudták már pótolni a háború végéig és ezután már lényegében csak védekező harcot vívtak.

## Előzmények
A tavaszi offenzíva terveinek kidolgozása 1917 októberében kezdődött Ludendorff tábornok irányítása alatt. A támadás végső célja a francia főváros, Párizs elfoglalása, illetve a La Manche-csatorna partján található kikötők elfoglalása volt. A sikeres támadás révén a német vezérkar előnyös tárgyalási pozíciót akart kivívni és ebből a helyzetből béketárgyalásokat kezdeményezni. A támadáshoz kezdetben 30, majd 67 német hadosztályt terveztek bevetni. Ludendorff 1917. november 11-én látogatást tett a nyugati fronton, de nem sikerült egyhangúlag eldönteni a tervezett támadás színhelyét és ekkor utasítást adott több támadási terv kidolgozására.
1917 decemberére két fő támadás körvonalai bontakoztak ki: északon a brit főerők ellen (Operation Georg) és délebbre a britek déli szárnya ellen, amely elválasztotta volna a brit és francia frontot (Operation Michael). Ludendorff azonban 1918 januárjában lefújta az északi támadást, mivel az nagyon függött a száraz időjárástól: Flandriában a csapadékos tavasz és a járhatatlan utak miatt akár májusig is el kellett volna halasztani a komolyabb hadműveleteket. Ehelyett minden erejüket az Operation Michael-re összpontosították, amely Luddendorff elképzelése szerint a döntő csapás (Vernichtungsslacht) lett volna a szövetségesek ellen, mielőtt azok számbeli fölénybe kerültek volna a beérkező amerikai csapatok révén.
Ludendorff tábornok a breszt-litovszki béke megkötése után jelentős erőket tudott átcsoportosítani a keleti frontról: 1918 februárjára 50 német hadosztály érkezett a nyugati frontra, ahol a németek számbeli fölénybe kerültek: összesen 241 német hadosztályból 177 (más források szerint 190) hadosztály állomásozott Franciaországban és Belgiumban. A német hadosztályok közül 110 az első vonalban várta a támadás megindítását és további 67 volt tartalékban, a britek ellen 50 első vonalbeli és 31 tartalékban lévő hadosztályt vetettek be. A számbeli fölény azonban csak időleges lehetett, mivel az Egyesült Államok 1918 elejére 318 000 főt szállított Európába, és augusztus elejéig további 1 millió katona követte ezeket.

## Haditerv
A németek a tavaszi offenzíva során négy nagyobb támadást terveztek: a Michael, Georg, Gneisenau és Blücher hadműveleteket. Ezek közül a Michael hadművelet lett volna a legnagyobb, míg Ypres környékén és a Lys folyó völgyében, illetve délen a champagne-i fronton elterelő támadásokat terveztek. Bár a brit felderítés értesült arról, hogy a németek támadást terveznek, de nem tudták felbecsülni, hogy mekkora erőket fognak bevetni ellenük – a szövetséges parancsnokok 1918-ra meg voltak győződve arról, hogy Németországnak nincs ereje nagyobb támadást indítani.
Ludendorff haditerve egyszerű volt: a Somme-tól északra áttörni a brit vonalakat, majd a német csapatokat északnyugatra fordítva a briteket bekerítéssel fenyegeti. Ezt elkerülendő a briteknek csapatokat kellett volna elvonni a Csatorna mellől, és az újabb német támadással elfoglalták volna a fontosabb kikötőket. A brit haderőnek, elszigetelve és bekerítve, nem lett volna más választása, minthogy megadja magát. Ezt az egyszerű tervet azonban a végrehajtás során nem sikerült pontosan követni.

### Taktikai újítások

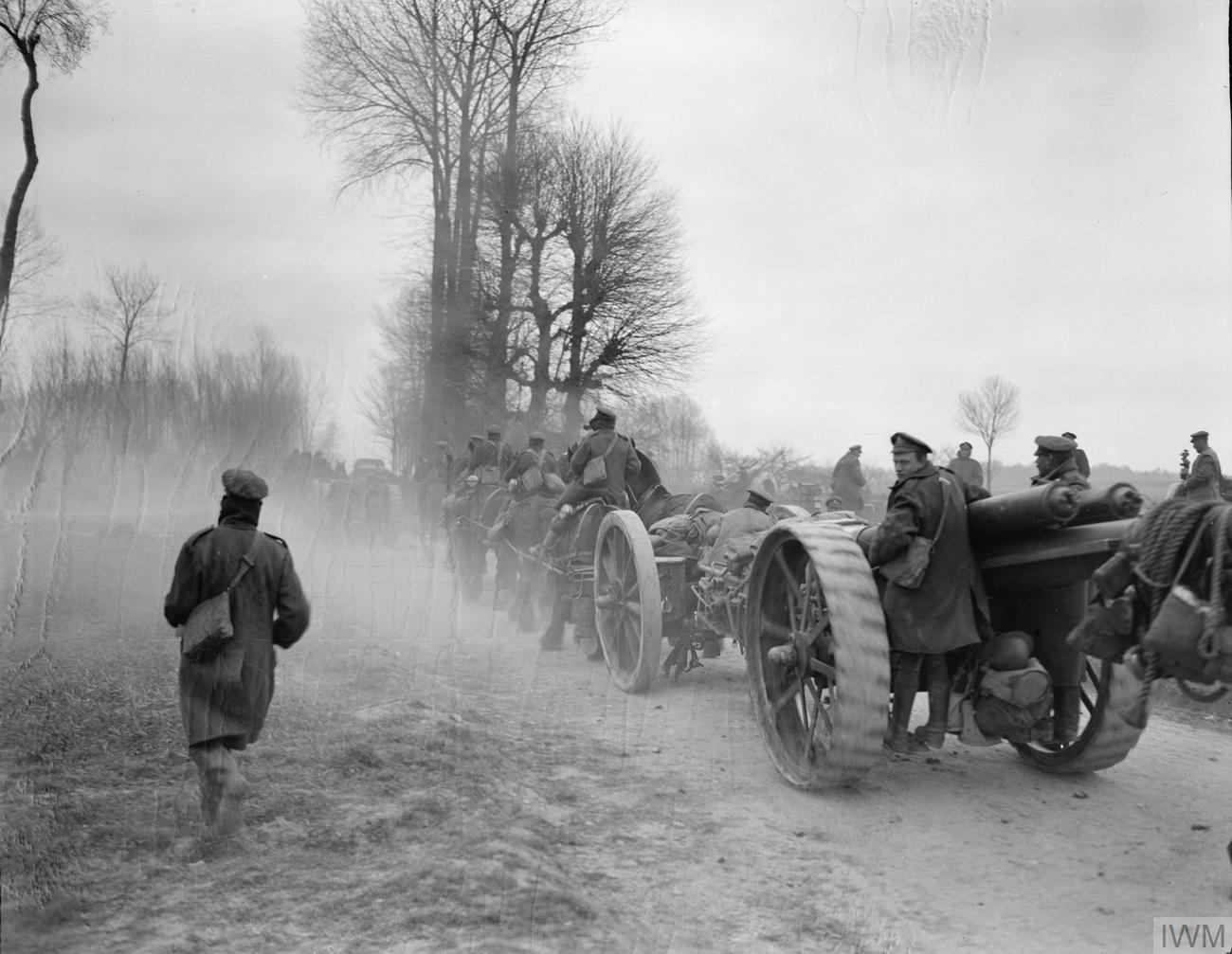
Brit tüzérség visszavonulása a Michael hadművelet alatt

1918-ra a német hadvezetés kifejlesztett egy új támadási harceljárást, amelyet a keleti fronton is sikerrel alkalmaztak és az úgynevezett rohamcsapatok (németül: Stoßtruppen) alkalmazásán alapult. Az Oskar von Hutier tábornok által kidolgozott eljárás szerint könnyű fegyverzettel ellátott, gyorsan átcsoportosítható egységek hatolnak be az ellenséges vonalak mögé, elkerülve a megerősített állásokat, amelyeket a második hullámban érkező reguláris csapatok számolják fel. Eközben a rohamcsapatok közvetlenül az ellenséges parancsnoki állásokat, tüzérségi csapatokat és a mélységben található utánpótlási bázisokat támadják. A német hadsereg alakulatai a legjobb katonákat választották a rohamcsapatokba, amelyek időleges előnyt adtak a német csapatoknak. Az első rohamok veszteségei azonban különösen súlyosan érintették a rohamcsapatokat, a többi egység harcértéke pedig rohamosan csökkent, ahogy a legjobb katonákat folyamatosan a rohamcsapatokhoz vezényelték át.
A támadás során egy másik újítást is alkalmaztak, a Georg Bruchmüller alezredes által kifejlesztett Feuerwalze-t, vagyis a mozgó tüzérségi zárótüzet. Az eljárás során rövid ideig tartó, de igen hatásos tüzérségi támadásokat intéztek három hullámban, először az ellenség parancsnoki pontjai és kommunikációs eszközei ellen, majd az ellenséges tüzérség ellen és végül az ellenséges lövészárok ellen. Ezek a támadások olyan rövid ideig tartottak, hogy a szövetségesek nem tudtak megfelelő óvintézkedéseket bevezetni, másrészt 1918-ra a németek olyan nagyszámú tüzérségi eszközt és lőszert halmoztak fel a nyugati fronton, hogy annak bármelyik részén hatásos tűzcsapást tudtak mérni az ellenségre a tüzérségi eszközök mozgatása nélkül (amely elárulta volna a támadás pontos helyét).

### Brit problémák
A britek 1918 elejére kezdték átvenni és elsajátítani a németek által kifejlesztett új védelmi eljárást, a mélységben való védekezést. A korábbi gyakorlattal ellentétben a britek három védelmi vonalat igyekeztek kiépíteni az általuk elfoglalt frontszakaszon: az első vagy előretolt vonalban ("front line" vagy "forward line") csak a mesterlövészek, géppuskások és a járőrök tartózkodtak, akik a támadás kezdetén visszahúzódtak a második vonalba. A második vonalban ("battle line") tartózkodtak a főerők és itt kellett volna a támadást megállítani. A tartalék vagy hátsó vonalban ("rear line") voltak a tartalékok, amelyeket csak egy esetleges áttöréskor vagy ellentámadás során vetettek be.
A valóságban azonban nem mindenhol sikerült kiépíteni mind a három vonalat, és egyes frontszakaszokon a briteknek nem volt elegendő katonája ahhoz, hogy megfelelően feltöltsék a vonalakat. Az első német támadást Saint-Quentin körzetében indították, és ezt a frontszakaszt a britek a franciáktól vették át 1917 decemberében és nem volt idejük a megfelelő védműveket kiépíteni. A brit „frontvonal”" ebben a zónában számos elszigetelt állásból, résekkel leválasztott lövészárkokból és felégetett, semmilyen fedezéket nem nyújtó „senki földjéből” állt.
A másik problémát az emberhiány jelentette: a korábbi harcok és a kemény tél során olyan sok katonát vesztettek a britek, hogy egyes zászlóaljakban 1000 katona helyett csak 4-500 volt. A brit alakulatokat is ennek megfelelően szervezték át, egy lövészhadosztály ekkor három ezredből, egy ezred 3 (a szokásos 4 helyett) zászlóaljból állt. A brit kormány 1918-ban megvizsgálta a kérdést és nem szavazta meg a brit erők főparancsnoka, Sir Douglas Haig által kért erősítéseket.

## Csatarend
A német támadásban részt vevő csapatokat egy kb. 70 km széles frontszakaszon vonták össze Arras, St. Quentin és La Fère térségében. A támadásban 74 német hadosztály vett részt, 6600 tüzérségi eszköz és 3500 mozsár, valamint 326 repülőgép támogatásával. A támadásban Otto von Below parancsnoksága alatt a 17. hadsereg, Georg von der Marwitz parancsnoksága alatt a 2. hadsereg, Oskar von Hutier parancsnoksága alatt a 18. hadsereg és a 7. hadsereg egy hadteste (Gruppe Gayl). A német hadosztályok állománya 1918-ban 12 300 fő, felszerelése 48 db tábori tüzérségi eszköz, 120 mozsár, 78 nehézgéppuska, 144 könnyű géppuska és 6–12 utánpótlás-szállító teherautó volt.
A támadásra kijelölt frontszakasz északi részén két német hadsereg a cambrai-i csata során kialakult kiszögellést támadta, majd Arras felé kellett volna fordulniuk, és a város elfoglalása után északnyugat felé fordulva bekerítéssel fenyegetni a briteket. Délebbre a 18. hadsereg Saint-Quentin várost két oldalról megkerülve támadta a brit állásokat, majd a Somme folyó vonaláig kellett volna előrehatolnia és azt megtartani egy esetleges francia ellentámadás ellen. A tervezés során azonban ezt a támadást kiegészítették a folyón való átkeléssel, amelynek sikere aztán a teljes hadművelet egyensúlyát felborította.
Ezen a frontszakaszon két brit hadsereg állomásozott: északon Julian Byng parancsnoksága alatt a brit 3. hadsereg, amely Arrastól délre a Flesquieres kiszögellésig terjedő frontszakaszt védte. Délre Hubert Gough parancsnoksága alatt a brit 5. hadsereg, amelynek állásai délre Barisis-ig húzódtak, ahol a francia csapatokkal találkozott a brit vonal. A kettő közül az 5. hadsereg volt a gyengébb, amely jelentős veszteségeket szenvedett 1916-ban a somme-i csata során, és összesen 12 hadosztállyal, 1650 tüzérségi eszközzel, 119 harckocsival és 357 repülőgéppel rendelkezett. Egy átlagos brit hadosztály személyi állománya 1918 elején 11 800 fő volt, felszerelésük 48 tábori tüzérségi eszköz, 36 mozsár, 64 nehéz és 144 könnyű géppuska és 14 teherautó.

## 1918. március 18–20.
A német támadás előtt pár nappal a britek számos dezertőrt ejtettek foglyul, akik el akarták kerülni a közelgő támadást és a senki földjén keresztül átszivárogva megadták magukat. A britek tőlük értesültek a németek által felhalmozott csapatokról, tüzérségről és támogatásról. A britek válaszul még jobban igyekeztek befejezni az erődítmények kiépítését és tüzérségi támadásokat indítottak a német csapatösszevonás lehetséges helye ellen. Március 20-án éjszaka a brit 61. hadosztály katonái rajtaütést hajtottak végre a német vonalak ellen és az itt ejtett foglyok is megerősítették, hogy küszöbön áll a támadás. A brit parancsnokok azonban teljesen alábecsülték a támadás méreteit és megelégedtek azzal, hogy másnap hajnalra, 02:30 és 03:00 között tüzérségi támadást rendeltek el. A támadás előtt a brit hátsó vonal még nyomokban sem létezett, a fő védelmi vonalakban sem volt elegendő katona, illetve a megerősített állások között akkora hézagok voltak, hogy a német rohamcsapatok gond nélkül át tudtak szivárogni.

## A saint-quentini csata (1918. március 21–23.)

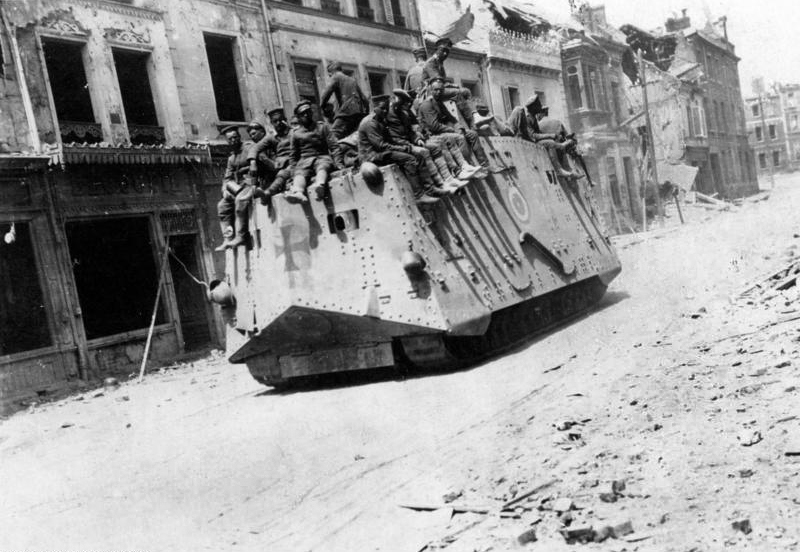
Német harckocsi Roye körzetében, 1918. március 21-én

### Március 21.
A hadművelet első napján hajnali 2-kor kezdődött a tüzérségi támadás, amely a St Quentintől délre található brit állások ellen irányult, 4–6 km-es mélységben. 4.35-kor egy újabb német tüzérségi támadás indult, ekkor a front 70 km-es teljes hosszában. A hordozható mozsarak tüze, a mustár és klórgázt tartalmazó gránátokkal és a füstgránátokkal a legelső brit vonalak ellen irányult, míg a nehéztüzérség a britek tüzérségi állásait és hátsó vonalait támadta. Az első 5 óra alatt több, mint 1,1 millió gránátot lőttek ki a németek az egész világháború leghevesebb tüzérségi támadásában, míg a britek, elsősorban az 5. hadsereg, súlyos veszteségeket szenvedtek. Az első vonalbeli lövészárkok komolyan megrongálódtak, elvágták az összeköttetést a hátsó vonalakkal és a parancsnoksággal. Bár a britek várták a támadást és felkészültek rá, annak hevessége komoly meglepetést jelentett.

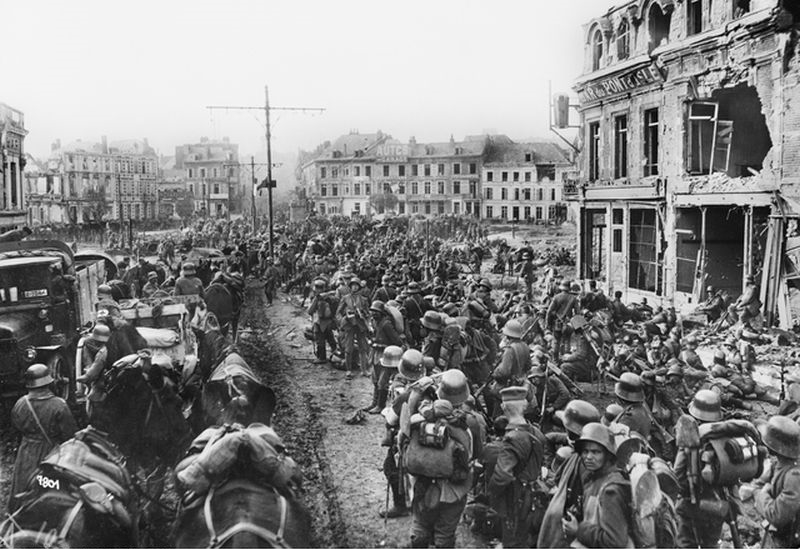
Német gyalogság bevonulása az elfoglalt Saint-Quentinbe

A gyalogsági támadás reggel 6-kor kezdődött és részben a tüzérségi előkészítés sikere, részben a ködös idő és a füstgránátok miatt, a rohamcsapatok könnyedén törték át a brit vonalakat. A köd és a füst miatt a látótávolság helyenként 5 méter alatt volt és az egész reggel alatt nem szállt fel a köd. Az előretolt brit állásokat hamarosan felszámolták és a délelőtt közepére a teljes brit előretolt vonalat elfoglalták a németek. Brit oldalon a kommunikáció hiánya felerősítette a zűrzavart – a telefonkábeleket elvágták, a futárok alig találták meg a parancsnoki állásokat a köd és a folytatódó tüzérségi támadások miatt.
A délelőtt közepére a német előrenyomulás üteme lelassult, a brit második vonal már hevesebb ellenállást tanúsított, de a német támadók számbeli fölénye szinten mindenhol visszavonulásra kényszerítette a védőket. Az áttörés először a brit 5. hadsereg déli állásainál következett be és a délután folyamán a brit hadvezetés számára is világossá vált, hogy az 5. hadsereg hatalmas veszteségeket szenvedett. Gough tábornok ezért elrendelte, hogy az egységek az éjszaka folyamán vonuljanak vissza. A brit 3. hadsereg is komoly veszteségeket szenvedett, de a hadsereg teljes frontján meg tudták állítani a német támadást a második vonalban. Az 5. hadsereg visszavonulása azonban védtelenül hagyta a jobb szárnyat és hamarosan visszavonulásra kényszerítette a 3. hadsereget is.

### Veszteségek a csata első napján
A csata első napján a 3. hadsereg, bár komoly veszteségekkel, de meg tudta állítani a német támadást. Az 5. hadsereg, amelynek vonalait áttörték, rendezetlenül vonult vissza és közben igen súlyos veszteségeket könyvelt el. A brit hadtörténész, Martin Middlebrook számításai szerint a britek 38 500 főt vesztettek az első napon, ezek közül kb. 7500 halott és kb. 21 000 hadifogoly volt. A német veszteségeket ugyanez a forrás 40 000 főre tette (kb. 12 000 halott, 28 000 sebesült).

### Március 22.

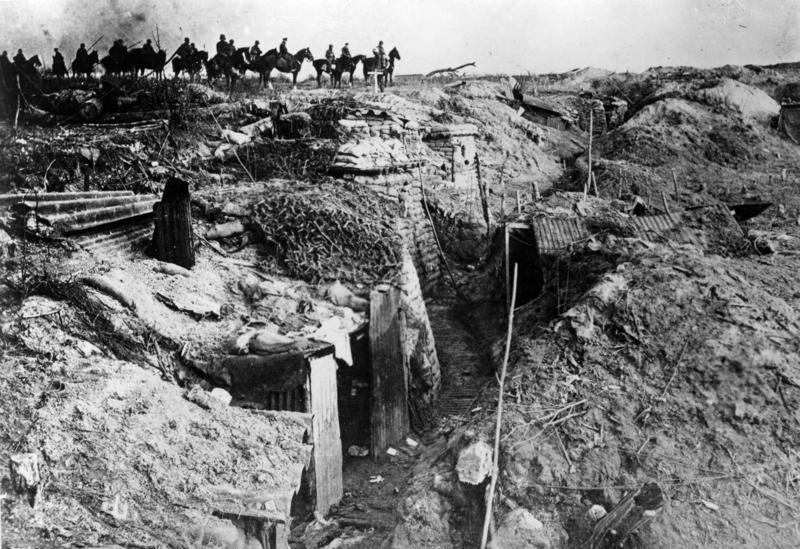
Egy német lövészhadoszály törzse egy elhagyott brit lövészárok közelében

A március 21-ről 22-re virradó éjszaka során mindkét oldal lázas erőfeszítéseket tett: a britek megkísérelték rendezetten visszavonni egységeiket és új védelmi vonalakat létesíteni, míg a német csapatokat felfrissítették és feltöltötték a másnapi támadásra felkészülve. A britek dolgát megnehezítette, hogy a precíz és rövid ideig tartó tüzérségi előkészítés nem szabdalta fel a terepet, ezért a németeknek viszonylag könnyű volt az utánpótlást a frontra szállítani. Az első napi véres harcokban egyes brit és német egységek olyan súlyos veszteségeket szenvedtek, hogy lényegében megsemmisültek és az egységet fel is oszlatták.
Március 22-én a németek ismét támadásokat indítottak a teljes fronton. Északon hamarosan elfoglalták Epéhy-t, és visszavonulásra kényszerítették a brit 3. hadsereg jobbszárnyát. A britek súlyos veszteségeket szenvedtek, mivel késlekedtek a Flesquières-kiszögellés kiürítésével. A délután folyamán a brit 3, hadserege középső frontszakaszát is áttörték a németek és a britek rendezetlen visszavonulásba kezdtek a Bapaume–Cambrai út mentén. A brit 5. hadsereg ennél is rosszabb állapotban volt: az előző napi harcokban és az éjszakai visszavonulásban teljesen kimerült katonák már nem voltak képesek összefüggő frontvonalat védeni, a beszivárgó német egységek lényegében elvágták egymástól a brit csapatokat, és a kaotikus visszavonulásban a britek további súlyos veszteségeket szenvedtek. Estére a német erők elérték az 5. hadsereg leghátsó, kiépítetlen védelmi vonalát és úgy tűnt, hogy szabad előttük az út a brit védelem mélységébe. Csak elszigetelt bunkerek és erődítmények maradtak a németek útjában és bár a brit katonák elkeseredetten harcoltak, sokszor az utolsó töltényig és az utolsó emberig, a német gyalogság második hulláma hamarosan felszámolta ezeket a védelmi gócpontokat is.
A nap folyamán a britek számára az jelentette a legnagyobb veszélyt, hogy a 3. és az 5. hadsereg elszakad egymástól: a 3. hadsereg parancsnoka, Byng tábornok nem akarta feladni a korábban heves küzdelmek után elfoglalt kiszögellést Flesquières-kiszögellést. A brit erők főparancsnokának, Sir Douglas Haig tábornoknak kellett arra utasítania, hogy egységeit visszavonja és ezzel fenntartsa a kapcsolatot az 5. hadsereggel.
A visszavonulás során a britek igyekeztek a Saint-Quentin-csatorna minden hídját felrobbantani, de a Pithon közelében található vasúti híd csak kismértékben károsodott és hamarosan jelentős német erők keltek át rajta.

### Március 23.

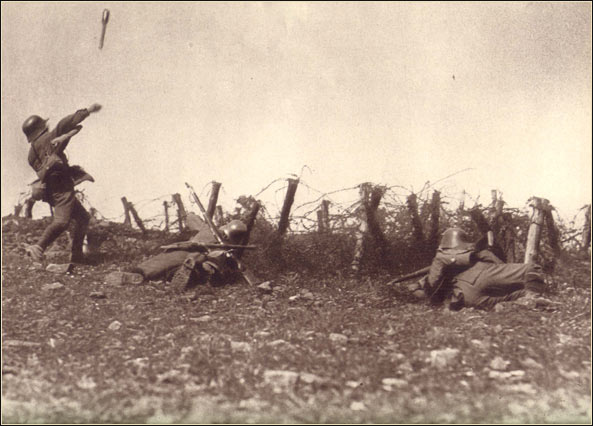
Német Stoßtruppen támadás közben.

A brit 5. hadsereg számára március 23-a volt a csata legválságosabb napja. Ham-tól délre a brit csapatokat visszavonták a Somme folyó vonala mögé, míg északon feladták a Peronne környékén sietve kiépített állásokat és a Canal de Crozat csatorna mögé vonultak vissza. Jussy körzetében a németek sikerrel keltek át a csatornán, míg Ham körzetében a Somme folyón is át tudtak kelni. Ytres körzetében a németek rést ütöttek a 3. és 5. brit hadseregek között, míg a 3. hadsereg frontjának északi részén a britek feladták Monchy és Guemappe településeket, a nap folyamán elesett Aubigny, Brouchy, Cugny és Eaucourt is. A briteknek ekkor már nem állt rendelkezésére kiépített védelmi vonal és nyílt terepen keserves küzdelmek közepette kellett visszavonulniuk. A napra jellemző az 1/1st Hertfordshire dandár helyzete, amely az 1916-os somme-i csata során elfoglalt területen vonult vissza:
18-3-23. Hajnal előtt a dandár Bussu-ba menetelt és sietve beásta magát a falu keleti részén. Amikor a védvonal mindkét szárnya fedezetlen maradt, a dandár visszavonult a Peronne-Nurlu út mentén található lövészárkokba. A 4/5th Black Watch ezred visszavonulásának fedezése után a dandár visszavonult a St. Dennis vonalhoz és makacsul védekezett. Ezt követően némi nehézséggel a dandár visszavonult a Peronne-Clery út mentén kialakított állásokba a 116. lövészdandár maradványaival és fedezte a 117. és 118. lövészdandárok visszavonulását, az ellenség géppuskatüzében. Ezt követően a dandár, az általános visszavonulásra felszólító parancs értelmében Clery faluba összpontosította erőit. A dandár maradéka ekkor a falu és a Somme folyó között kiépített lövészárkokat védelmezte.
Az 5. hadsereg egyes helyeken 10–15 km-t vonult vissza, a frontvonalban harcoló 11 hadosztályból 8 súlyos veszteségeket szenvedett és a hadsereg minden harcképes katonáját, hadmérnököket, felderítőket és az utánpótlást szállító katonákat is bevetették a harcokba. A katonák többsége ekkor már harmadik napja harcolt, miközben az éjszakát visszavonulással töltötte. Élelmiszert még tudtak szerezni, de ivóvízből nagy hiányuk volt.
A német balszárnyon von Hutier 18. hadseregének az 5. brit hadsereg ellen a Somme közelében elért sikerei hatására Ludendorff tábornok az eredeti haditerv megváltoztatása mellett döntött. Az új terv értelmében ezt az áttörést kellett volna tovább mélyíteni és kiszélesíteni, ennek érdekében jelentősen módosították a német 2. és 17. hadseregek támadási irányát. Az új utasítások értelmében a 17. hadseregnek Arras – St Pol irányában északra támadva a maradék brit ellenállást kellett megtörnie, a 2. hadseregnek a Somme-tól nyugatra, Miraumont – Lihons irányában támadva Amiens-t kellett volna elfoglalnia, míg a 18. hadseregnek délnyugati irányban, Chaulnes – Noyon felé kellett a támadást folytatni, látszólag Párizst fenyegetve és az esetleges francia felmentő csapatokat megsemmisítve. von der Marwitz és von Hutier tábornok irányítása alatt a 2. és 18. német hadseregek március végéig sikeresen folytatták a támadást, de von Below-nak nem sikerült a britek ellenállását megtörni és ezzel a támadó hadművelet stratégiai célját elérni. A brit 3. és 5. hadsereg makacs ellenállása miatt a németek súlyos veszteségeket szenvedtek, és a szokatlanul nagymértékű előrenyomulás miatt egyre súlyosabb gondjaik voltak az utánpótlás biztosításával, illetve a tüzérség előremozgatásával.

## Átkelés a Somme-on és a bapaume-i csata – 1918. március 24–25.

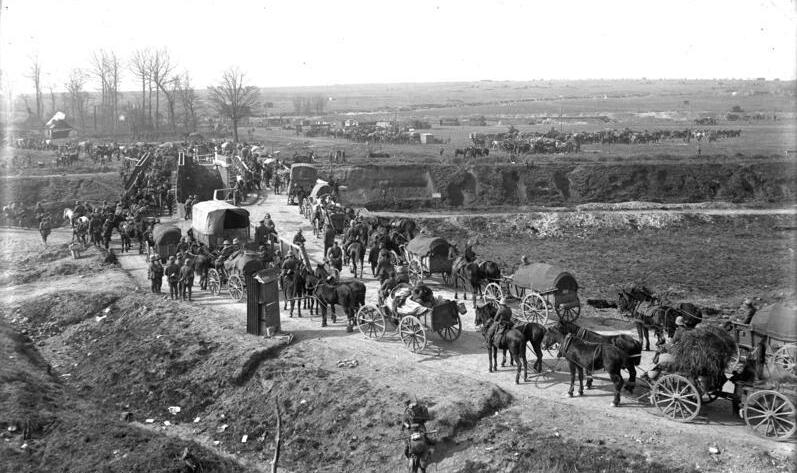
Utánpótlást szállító német hadtáposzlop Etricourt közelében, 1918. március 24.

### Március 24.
A csata negyedik napján, virágvasárnap ködös volt a reggel. Ekkorra szinte lehetetlen volt meghatározni a frontvonal pontos helyét: a brit 5. hadsereg katonái kisebb-nagyobb csoportokban folytatták a visszavonulást, nemegyszer több alakulat katonái verődtek össze és közöttük német alakulatok folytatták az előrenyomulást. Kisebb-nagyobb brit alakulatok estek foglyul, ahogyan a német támadás második hulláma utolérte őket. A helyzetet jól jellemzi Sir James E. Edmonds vezérezredes leírása:
A csata három napja után, mikor minden éjszakát vagy meneteléssel vagy az egységek újraszervezésével töltötték, a katonák – britek és németek egyaránt – a végsőkig kimerültek. A szinte kilátástalan küzdelem okozta fizikai és mentális kimerültség, a veszteségek, a folyamatosan kerengő rémhírek, mind-mind hozzájárultak a katonák moráljának felőröléséhez.
A nap végére a briteket a Somme folyó mögé szorították (kivéve az Omignon és a Tortille közötti szakaszt), az 5. hadsereg lényegében széthullott, és a 3. hadsereg jobbszárnya is állandóan hátrálni kényszerült, ha fenn akarta tartani kapcsolatát az 5. hadsereggel. Aznap este, heves tüzérségi támadások után, a britek kiürítették és feladták Bapaume várost. Sir Douglas Haig, a brit főparancsnok, aznapi naplóbejegyzésében ugyan elismerően nyilatkozott a brit csapatok utóvédharcairól, de este 11-kor Dury-ba utazott, hogy Petain tábornokkal, a francia főparancsnokkal tárgyaljon a francia felmentő csapatok kérdésében. A feszült légkörű tárgyalások során (mindketten meg voltak győződve, hogy a másik visszavonulást fontolgat) Haig meggyőződött arról, hogy nem számíthat Petain segítségére. Utóbbira viszony nagy nyomás nehezedett, hogy garantálja Párizs biztonságát (amely az utóbbi napok előrenyomulása következtében a német tüzérség hatótávolságán belülre került) és meg volt győződve arról, hogy a fő támadást hamarosan Champagne térségében indítják a németek. Haig tábornok sürgősen, másnap hajnalban Franciaországba kérette a birodalmi vezérkar főnökét és a hadügyminisztert, hogy tárgyalásokat kezdjenek egy legfelsőbb szövetséges parancsnok kinevezéséről, aki összehangolná a brit és francia csapatok tevékenységét. Ezen felül legalább 20 francia hadosztályt kért a német előrenyomulást megállítása érdekében.

### Március 25.

Brit 60 fontos tábori ágyú tüzel Bapaume közelében. 1918. március 25.

Az éjszaka folyamán a brit 3. hadsereg alakulatai hosszú menetelés után új védelmi vonalat foglalt el, amely részben régi lövészárkokból, részben sebtében kialakított fedezékekből állt Curlu és Arras között. A front legtöbb helyen folyamatos volt, bár a középső részen hiányos és szakadozott volt. Emellett a jobbszárnyon és a középen védekező katonák szinte összeestek az éhség és a kimerültség miatt.
A nap folyamán a német hadsereg folytatta a támadást és elérte a Canal du Nord vonalát, a brit csapatok pedig folytatták a helyenként kaotikus visszavonulást. Az utak tele voltak a francia lakosság és a szövetséges csapatok szekereivel, teherautókkal, katonákkal. Egyes brit alakulatok elszigetelt, sikeres ellentámadásokat indítottak – a diadalittas német katonákat meglepetésszerűen érte a britek támadása. Ennek ellenére mind az 5., mind a 3. hadsereg visszavonulással fejezte be a napot, utóbbi esetében számos rés jelent meg a védelmi vonalak között, a legnagyobb – kb. 6 km széles – az V. és a VI. hadtest között.

## A rosieres-i csata – 1918. március 26–27.

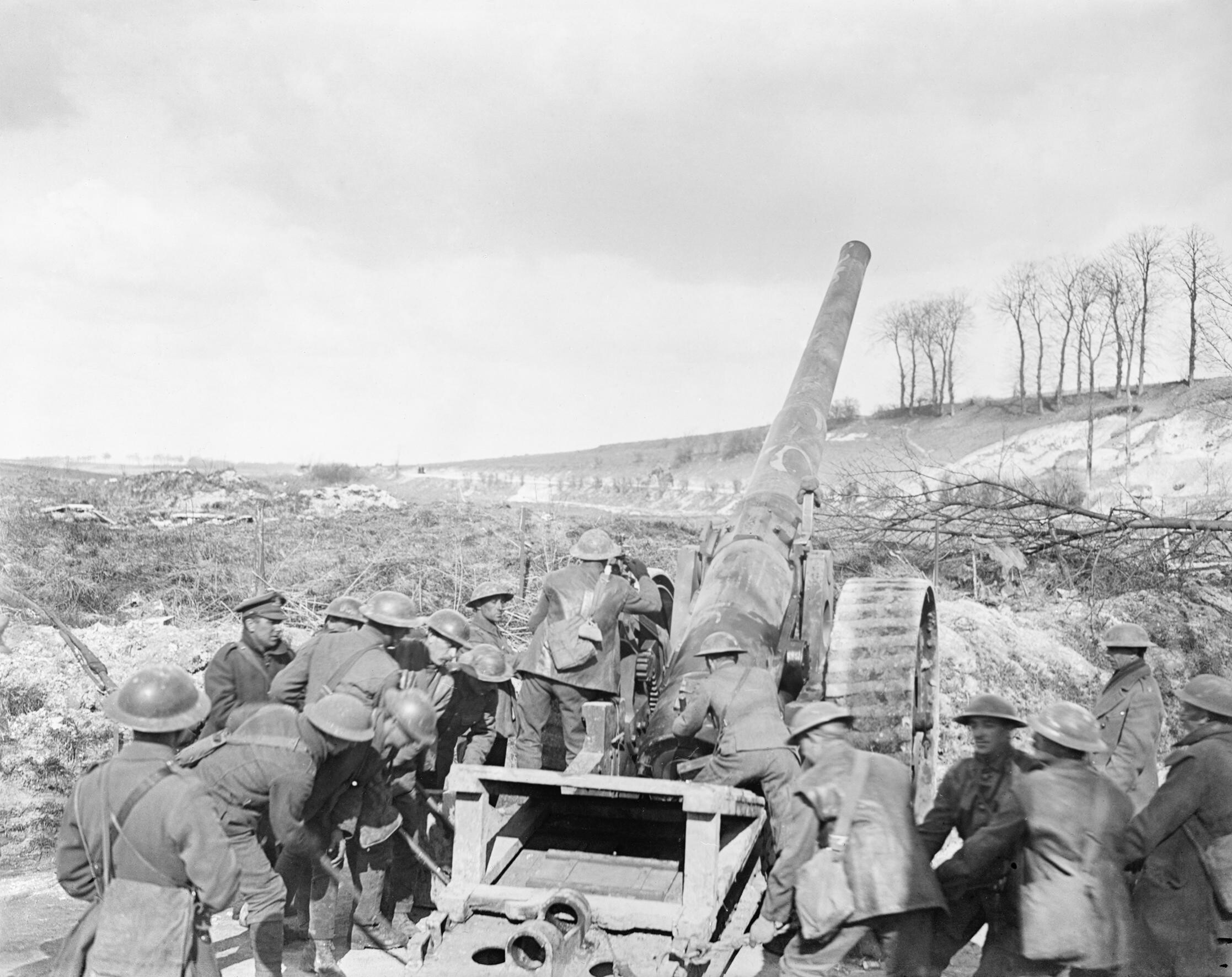
Brit 6 hüvelykes Mk VII ágyú Hédauville közelében, 6 km-re északnyugatra Albert várostól. 1918. március 26.

### Március 26.
Két német hadsereg, a 2. és a 17., továbbra is folytatta nyugati irányú előrenyomulását ezen a napon. A 18. hadsereg támadási frontja kiszélesedett, északon kb. 10 km-re volt délre a Somme folyótól, Peronne térségében és nyugatra mozgott, de délen, Chauny térségében a németek délnyugati irányban folytatták a támadást. Északon a 17. hadsereg igen heves ellenállásba ütközött a brit 3. hadsereg egységeivel szemben, de a német hadvezetés azt remélte, hogy a 2. hadsereg további sikerei visszavonulásra fogják kényszeríteni a briteket, illetve az északon, Arras irányába indítandó újabb támadások (fedőnevük "Mars" és "Valkyrie") révén a 17. hadsereg ismét folytathatja az előrenyomulást.
A folytatódó német támadások ellenében a brit 3. hadsereg jól helytállt, különösen heves csatározások folytak Colincamps körzetében, ahol a németek mindenáron ki akarták használni a brit vonalakban keletkezett rést. Ezt csak az Új-zélandi Hadosztály frissen beérkezett egységeinek és a brit Whippet harckocsik bevetésével sikerült megakadályozni.
A nap végén a britek kiürítették Albert városát, mivel a brit hadvezetés azt a döntést hozta, hogy a várostól nyugatra fekvő magaslatokon alakítanak ki új védelmi állásokat. Miután a németek birtokba vették a város romjait, azonnal nekiláttak a jól felszerelt boltok és raktárak fosztogatásának, egyesek tehenet hajtottak maguk előtt vagy csirkét fogtak a hónuk alá, mások egy üveg borrak a kezükben, egy másikkal a hónaljban tántorogtak. A britek 1914. szeptembere óta birtokolták a várost, amely az 1916-os somme-i támadás egyik fontos támaszpontja volt és a háború alatt alig érték támadások. Néhány héttel a britek távozása után a folyamatos tüzérségi támadások eredményeként súlyos károk keletkeztek az épületekben és a Notre Dame be Brebières katedrálisban.
A front déli szakaszán a folytatódó német támadások és a britek kommunikációs zavarai eredményeként kiürítették Bray városát és feladták a Somme folyó számos átkelőhelyét. Ez a nap a csatába bekapcsolódó francia erők számára is balszerencsésen végződött, Fayolle tábornok csapatainak vissza kellett vonulniuk a heves támadások elől és rések jelentek meg a francia és a brit csapatok állásai között.

### Március 27.
Március 27-én reggelre a brit 3. hadsereg jobb szárnyának rendezetlen visszavonulása következtében Byng tábornok csapatai mintegy 10 km-re voltak egy szomszédos brit alakulat, a XIX. hadtest arcvonalától. A rést a németek is felfedezték és Rosières-Bray irányában 11 német hadosztály bevetésével szemből, oldalról és hátulról is támadták a csapdába esett 6 brit hadosztály. A britek azt az utasítást kapták, hogy állásaikat "minden áron" tartaniuk kell. A kétségbeesett harcok után a britek megkísérelték a visszavonulást, időnként a németek által elfoglalt területen keresztül. Aznap este Gough tábornokot, akit a birodalmi vezérkar a katasztrofális brit visszavonulás felelősének tartott, leváltották az 5. hadsereg éléről. Gough egyik utolsó intézkedéseként utasítást adott Rosières kiürítésére, mivel fennállt annak a lehetősége, hogy a települést védő brit erőket a németek teljesen bekerítik. A nap végére a franciák elvesztették Montdidier várost.

## A Michael hadművelet vége – 1918. március 28. – április 5.

### Március 28.
Ezen a napon a német hadvezetés ismét megváltoztatta a támadás fő irányát. Annak érdekében, hogy az eredeti tervekhez igazodjanak, 29 német hadosztály indított támadást a front északi részén, Arras körzetében Byng tábornok 3. hadserege ellen a Mars hadművelet keretében. Ezt a támadást azonban egy nap alatt visszaverték a britek. Délen azonban több, mint 65 km-re benyomultak a brit vonalak mögé és számos fontos települést elfoglaltak, közvetlenül veszélyeztetve Amiens-t, az egyik legfontosabb brit utánpótlási bázist. A brit 5. hadsereg parancsnokságát ezen a napon Sir Henry Rawlinson tábornok vette át.

### A Mars hadművelet – 1918. március 28.
Március 21. után a németek a tüzérségi eszközök nagyszabású átcsoportosításába kezdtek és Arras környékén vonták össze ezeket. Feladatuk, a Mars hadművelet előkészítéseként, az lett volna, hogy rést üssenek a Scarpe folyó mentén kiépített brit védelmi állásokon és ezzel lehetővé tegyék a német 2. és 17. hadseregek támadásának folytatását. A Mars hadműveletet során a német csapatoknak igen nagyratörő célokat tűztek ki: az Arras körüli brit állások áttörése és felszámolása, illetve Boulogne irányában támadva a brit csapatok felgöngyölése. A német 17. hadsereg kudarcai felbőszítették Ludendorff tábornokot, aki nem hitte el, hogy a német csapatok egyre jobban kimerülnek a folyamatos támadásokban. Ennek eredményeként a kimerült német csapatokat jól kiépített állásokban védekező, magas harcértékű brit csapatok ellen vetették be: A brit 3., 15. (skót), 4. és 56. (London) hadosztályok a brit hadsereg legjobban felkészített és kiváló katonákkal feltöltött hadosztályai közé tartoztak.
29 német hadosztály indult támadásra egy több, mint 50 km széles fronton, a támadás súlypontja egy kb. 15 km-es szakaszon az Arrast védő brit erők ellen irányult. A leghevesebb küzdelmek a brit 3. hadsereg balszárnya és a brit 1. hadsereg jobbszárnyának körzetében voltak, ahol 9 német hadosztály indult támadásra 4 brit hadosztály ellen. A britek azonban időben értesültek a támadás terveiről és a korábbi tapasztalatokon okulva jól megerősítették a védelmi állásokat. A briteknek volt idejük mindhárom védelmi vonalat kiépíteni és megfelelő számú katona állt rendelkezésre a vonalak védelméhez. A Michael hadművelet tapasztalatain okulva a britek csak pár katonát hagytak a legelső vonalban és fő erőiket a második vonalban vonták össze.
28-án hajnali háromkor kezdődött a német tüzérségi támadás a brit állások ellen. A britek alig szenvedtek veszteségeket, de az első vonalbeli erődítmények szinte teljesen megsemmisültek. Reggel 7-kor indult a gyalogsági támadás, ez alkalommal a köd leple nélkül és helyenként tömegesen nyomultak előre a német katonák és a brit védők összehangolt tüzében borzalmas veszteségeket szenvedtek. Az egymás után támadó német katonák ráadásul, az áttörés reményében, súlyos felszereléssel voltak megrakodva, hogy az elfoglalt állásokat gyorsan ki tudják építeni. A britek részéről a tüzérség is részt vett a támadás elhárításában, a kimutatások szerint másnap reggelig átlagosan 650-750 lövedéket tüzeltek. A védők sikerének másik oka a jól elhelyezett géppuskákban rejlett: mint a támadás utáni német jelentések is megemlítették a heves géppuskatüzet, mint a kudarc egyik okát. A német 42. hadosztály 151. lövészdandárjának egyik tisztje, akit a britek foglyul ejtettek, elmondta, hogy dandárja 12 tisztet, a 16. dandár 24 tisztet és számtalan katonát vesztett, akiket Gavrelle környékén 14 géppuska összehangolt tüze mészárolt le.
A Scarpe folyótól délre a német egységek kismértékben előrenyomultak, de a brit második vonal meg tudta állítani a támadást. A folyótól délre a németeknek nehéz terepen kellett átküzdeniuk magukat, és bár sikeresen nyomultak előre a folyó völgyében a brit 4. és 56. hadosztály állásai között, a brit második vonalat itt sem sikerült áttörni.

### Az Avre-i csata – 1918. március 29. – április 4.
A nap végére, a jelentős német veszteségek és a támadás kudarcának fényében Ludendorff tábornok utasítást adott a Mars hadművelet leállítására és a tervezett Valkyrie hadművelet lefújására. A 17. hadseregnek csak kisebb támadásokat kellett indítania a brit erők lekötése érdekében, amíg a front másik szakaszán egy újabb nagyszabású támadást nem indítanak (a Georgette hadművelet néven ismert támadást a német 6. hadseregnek kellett végrehajtani Hazebrouck körzetében). Ludendorff ekkor Amiens elfoglalását tűzte ki célul: a Somme folyótól délre vissza akarta szorítani a brit és francia csapatokat, hogy Amiens végre a német tüzérség hatótávolságán belülre kerüljön és ezt követően elfoglalják a várost.
Azonban a támadás első két napján, március 29-30-án a német 2. hadsereg egységeinek előrehaladása olyan súlyos akadályokba ütközött és a csapatok úgy kimerültek, hogy április 1-3 között a német hadvezetés pihenőt rendelt el. A pihenő oka a katonák teljes kimerültsége, az utánpótlás előreszállításának nehézségei és a kedvezőtlen időjárás volt. A tavaszi esők feláztatták a talajt és nagymértékben megnehezítették a katonák és az utánpótlást szállító eszközök mozgását. Április 4-ére 17 német hadosztály indított támadást kb. 25 km széles fronton a francia 1. hadsereg egységei (7 hadosztály) és Amiens brit védői (két brit hadosztály és egy ausztrál zászlóalj) ellen. A brit 14. és 18. hadosztály a korábbi harcok során súlyos veszteségeket szenvedett és "pihenésképpen" vezényelték át erre a frontszakaszra.
Hajnali 5-kor szakadó esőben heves német tüzérségi támadás érte a szövetséges állásokat, a reggeli ködben 6.30-kor kezdődött a gyalogsági támadás a felázott talajon. Mindkét oldalnak nagy nehézségei támadtak, a katonák szinte nem tudtak megmozdulni a sárban, puskáik használhatatlanokká váltak, a repülők sem tudtak aznap felszállni. A ködöt még sűrűbbé tették a német tüzérség támadásai nyomán kialakult füstfelhők. A délelőtt folyamán a brit és ausztrál védők számos német támadást visszavertek, de délutánra már itt-ott áttörték a brit vonalakat és a védőknek vissza kellett vonulni. Délután 6 körül azonban a 36. ausztrál zászlóalj ellentámadása megakasztotta a német támadást és sikerült rendezni a vonalakat.
Másnap, április 5-én a német erők ismét támadásba lendültek a Somme folyótól északra és délre fekvő frontszakaszokon. A leghevesebb támadások északon a 3. brit hadsereg frontszakaszát érték. A német erők kifulladását jelezte, hogy a támadásokat csak elszigetelt frontszakaszokon tudták megindítani – a cél ekkor is Amiens elfoglalása volt, ezen a napon északkeleti irányból, illetve az Artois fennsíkon egy előretolt állás kiépítése. A német 2. hadsereg egész frontvonalán aktivizálta magát, de a Somme folyótól délre alig volt harctevékenység, északon is csak elszigetelten és csak kisebb csoportokkal. A 2. hadsereg katonái reggel 8-kor lendültek támadásba, de pl. a német 17. hadsereg rohamcsapatai 9-ig az állásaikban maradtak. A 4. ausztrál hadosztály frontszakaszán, a köd és a füst leple alatt, a német katonák Dernancourt falu északi részén áttörték az első védelmi vonalakat. Az áttörést csak a 4. ausztrál hadosztály délutáni ellentámadása tudta megállítani és délután 6-ra a teljes frontvonalon sikerült a védőknek stabilizálni a helyzetet. A nap végére a németek, jelentős veszteségekkel szemben, csak minimális területi nyereségeket tudtak felmutatni és a támadás végső célját, Amiens-t, még csak nem is tudták megközelíteni. Emiatt Ludendorff parancsot adott a Michael hadművelet befejezésére.

## A Michael hadművelet eredményei

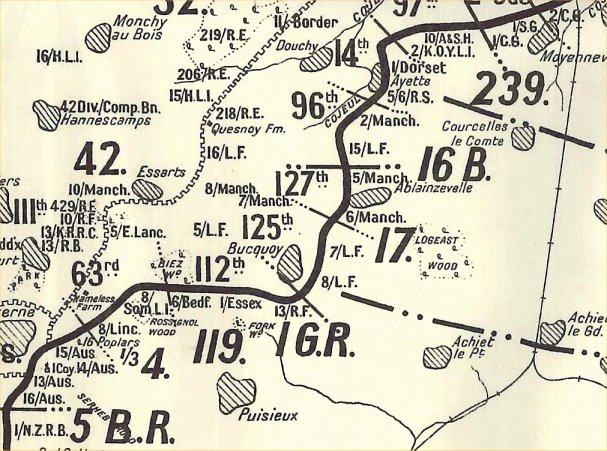
Brit és német állások április 5-én, a hadművelet utolsó napján

A Michael hadművelet megindítása nem lepte meg a briteket, de a német támadás hevessége, a bevetett katonák száma mindenképpen kellemetlen meglepetés volt. Az első héten több, mint 50000 brit katona esett a megszokottnál sokkal gyorsabban előrenyomuló német csapatok kezébe. A rohamcsapatok bevetése meglepetésként érte a briteket, akiknek helyenként nem volt idejük kiépíteni a mélységben tagolt védelmet, amely lehetővé tette volna a német támadás megállítását. Az első világháború mércéjével mérve a németek hatalmas területeket foglaltak el a hadművelet kezdeti szakaszában, azonban nem tudták a támadás fő céljait, Amiens-t és Arrast elfoglalni. Az új német pozíciók zömmel nehezen járható területen, kiszögellések formájában helyezkedtek el, a térséget az 1916-os somme-i csata és az 1917-es német visszavonulás során is felégették.
Mindkét fél igen jelentős veszteségeket szenvedett a hadművelet során, a brit és szövetséges csapatok vesztesége közel 255 000 fő volt halottakban és sebesültekben, három brit hadosztályt lényegében megsemmisítettek és ki kellett ezeket vonni a hadrendből. Ezen felül több, mint 1500 ágyú és 200 tank veszett el – azonban amerikai segítséggel mind a személyi állomány, mind a hadfelszerelés aránylag könnyen pótolható volt. A német oldalon a veszteségek elérték a 239 000 főt halottakban és sebesültekben, a veszteségek elsősorban az elit rohamcsapatokat sújtották, amelyeket egyre nehezebb volt feltölteni. A kezdeti sikerek nyomán a német hadvezetés és közvélemény ünnepelt, de a veszteségek mértéke láttán hamar kijózanodtak. Mivel a Michael hadművelet során Ludendorff nem tudta elérni a támadás stratégiai céljait, más frontszakaszokon próbálkozott, de a britek eddigre felkészültek a támadás visszaverésére és nem érte őket meglepetés.

## Fordítás
- Ez a szócikk részben vagy egészben  az   Operation Michael című angol Wikipédia-szócikk fordításán alapul.  Az eredeti cikk szerkesztőit annak laptörténete sorolja fel. Ez a jelzés csupán a megfogalmazás eredetét és a szerzői jogokat jelzi, nem szolgál a cikkben szereplő információk forrásmegjelöléseként.